# Christian Coulson
Christian Coulson (född 3 oktober 1978) är en brittisk skådespelare, som är mest känd för sin medverkan i Harry Potter och Hemligheternas kammare, där han spelar Tom Marvolo Riddle, den tonårige Lord Voldemort.
Han har även medverkat i filmatiseringen av Forsytesagan år 2002 där han spelar Jolly Forsyte.